# Alex Székely
Pour les articles homonymes, voir Szekely.
Alexander Székely, dit Alex Székely, né en 1901 à Budapest (Empire d'Autriche-Hongrie) et mort en 1968, est un peintre d'origine hongroise connu notamment pour ses dessins érotiques.

## Biographie
On sait très peu de choses sur le peintre Alexander Székely, sinon qu'il vécut à Budapest, Paris et Vienne. Dans la capitale autrichienne, il fit carrière comme caricaturiste dans des cabarets comme Der Liebe Augustin inauguré par Stella Kadmon en 1931 puis à l'ABC, dirigé par Hans Margulies, entre 1934 et 1937 où il excellait à reproduire des portraits en quelques minutes.
Entre 1939 et 1964, quelques portfolios érotiques parurent « sous le manteau » accompagnés de ses dessins originaux exécutés à l'encre, au fusain ou à l'aquarelle, quelquefois légendés en langue allemande. Il signait parfois AS ou Al.
Il illustra des textes d'Ovide, François Villon, Paul Verlaine, Edgar Poe, le Candide de Voltaire, etc., et produisit de nombreuses scènes de bordel et d'orgies.
Il était lié au dessinateur et décorateur d'origine hongroise Marcel Vertès.

## Ouvrages et albums
- Gemishtes Orchester - 10 variationen über ein heiteres thema, s.l., 1939
- Chefs-d'œuvre de l'opéra lyrique, s.l., vers 1941.
- Hősszerelmesek, s.l., 1943.
- Alphabet érotique, 1946[4].
- Die lüsternen Schwestern, 30 illustrations[5], s.l., 1959
- 12 illusztráció Honoré de Balzac úr Pajzán Históriák című könyvéhez, Budapest, 1965.
- Der duftende Garten des Scheich Nefzaui, Hanau am Main : Karl Schustek, 1966
- Die neue Erzieherin, 12 illustrations, s.l., 1967
- avec Jean Veenenbos, Volks-Erotik. Nichts für Kinder!, 102 illustrations, Hanau am Main : Karl Schustek, 1968

## Catalogues
- « Un Enfer privé : Collection Sieglinde et Karl Ludwig Leonhardt », catalogue de vente publique Pierre Bergé et Associés, déc. 2009, pages 76–88.